# Попов (Зерноградский район)
Попо́в — хутор в Зерноградском районе Ростовской области России.
Входит в состав Большеталовского сельского поселения.

## География
Хутор расположен в истоках реки Кагальник.
На хуторе имеются две улицы: 40 лет Победы и Тимошенко.

## История
Хутор Попов находится на месте бывшей экономии казачьего дворянина Попова, в связи с чем и получил своё название.

## Население
| 2010 |
| ---- |
| 329  |

## Инфраструктура
В хуторе имеются: Сельский клуб (филиал Большеталовского сельского Дома культуры), библиотека (филиал Большеталовской центральной библиотеки), а также два сельскохозяйственных предприятия занимающихся выращиванием картофеля и зерновых культур.